# Syrrhoites walkeri
Syrrhoites walkeri är en kräftdjursart som beskrevs av Bonnier 1896. Syrrhoites walkeri ingår i släktet Syrrhoites och familjen Synopiidae. Inga underarter finns listade i Catalogue of Life.